# Allan Campbell (Fußballspieler)
Allan Campbell (* 4. Juli 1998 in Glasgow) ist ein schottischer Fußballspieler.

## Karriere
Allan Campbell wurde im Jahr 1998 in der schottischen Metropole Glasgow geboren. Ab dem Jahr 2014 spielte er etwa 20 km südöstlich von Glasgow in der Jugend des FC Motherwell. Am 29. Oktober 2016 gab er sein Profidebüt in der Scottish Premiership gegen Ross County als er für Lee Lucas eingewechselt wurde. Ein halbes Jahr später gelang ihm sein erstes Tor als Profi gegen Inverness Caledonian Thistle bei einem 4:2-Sieg. Im Oktober 2017 verlängerte Campbell seinen Vertrag bei Well bis zum Jahr 2021. In der Saison 2017/18 erreichte er mit dem FC Motherwell das Finale im schottischen Ligapokal das gegen Celtic Glasgow verloren wurde.
Am 15. Juni 2021 wechselte Campbell zum englischen Zweitligisten Luton Town.
Von 2017 bis 2020 spielte Campbell in der schottischen U-21-Nationalmannschaft.